# Râul Dracea Mare
Râul Dracea Mare (sau Râul Gogoiu) este un curs de apă, afluent al râului Șușița. 